# 42e cérémonie des Golden Globes
La 42e cérémonie des Golden Globes a eu lieu le 27 janvier 1985, récompensant les films et séries diffusés en 1984 et les professionnels s'étant distingués cette année-là.

## Palmarès
Les lauréats sont indiqués ci-dessous en premier de chaque catégorie et en caractères gras.

### Cinéma

#### Meilleur film dramatique
- Amadeus
  - Cotton Club (The Cotton Club)
  - La Déchirure (The Killing Fields)
  - Les Saisons du cœur (Places in the Heart)
  - A Soldier's Story

#### Meilleur film musical ou de comédie
- À la poursuite du diamant vert (Romancing the Stone)
  - Le Flic de Beverly Hills (Beverly Hills Cop)
  - SOS Fantômes (Ghostbusters)
  - Micki et Maude (Micki & Maude)
  - Splash

#### Meilleur réalisateur
- Miloš Forman pour Amadeus
  - Francis Ford Coppola pour Cotton Club (The Cotton Club)
  - Roland Joffé pour La Déchirure (The Killing Fields)
  - David Lean pour La Route des Indes (A Passage to India)
  - Sergio Leone pour Il était une fois en Amérique (Once Upon a Time in America)

#### Meilleur acteur dans un film dramatique
- F. Murray Abraham pour le rôle d'Antonio Salieri dans Amadeus
  - Jeff Bridges pour le rôle de Starman dans Starman
  - Albert Finney pour le rôle de Geoffrey Firmin dans Au-dessous du volcan (Under the Volcano)
  - Tom Hulce pour le rôle de Wolfgang Amadeus Mozart dans Amadeus
  - Sam Waterston pour le rôle de Sydney Schanberg dans La Déchirure (The Killing Fields)

#### Meilleure actrice dans un film dramatique
- Sally Field pour le rôle d'Edna Spalding dans Les Saisons du cœur (Places in the Heart)
  - Diane Keaton pour le rôle de Kate Soffel dans Mrs. Soffel
  - Jessica Lange pour le rôle de Jewell Ivy dans Les Moissons de la colère (Country)
  - Vanessa Redgrave pour le rôle d'Olive Chancellor dans Les Bostoniennes (The Bostonians)
  - Sissy Spacek pour le rôle de Mae Garvey dans La Rivière (The River)

#### Meilleur acteur dans un film musical ou une comédie
- Dudley Moore pour le rôle de Rob Salinger dans Micki et Maude (Micki & Maude)
  - Steve Martin pour le rôle de Roger Cobb dans Solo pour deux (All of Me)
  - Eddie Murphy pour le rôle d'Axel Foley dans Le Flic de Beverly Hills (Beverly Hills Cop)
  - Bill Murray pour le rôle du Dr Peter Venkman dans SOS Fantômes (Ghostbusters)
  - Robin Williams pour le rôle de Vladimir Ivanoff dans Moscou à New York (Moscow on the Hudson)

#### Meilleure actrice dans un film musical ou une comédie
- Kathleen Turner pour le rôle de Joan Wilder dans À la poursuite du diamant vert (Romancing the Stone)
  - Anne Bancroft pour le rôle d'Estelle Rolfe dans À la recherche de Garbo (Garbo Talks)
  - Mia Farrow pour le rôle de Tina Vitale dans Broadway Danny Rose
  - Shelley Long pour le rôle de Lucy Van Patten Brodsky dans Divorce à Hollywood (Irreconcilable Differences)
  - Lily Tomlin pour le rôle d'Edwina Cutwater dans Solo pour deux (All of Me)

#### Meilleur acteur dans un second rôle
- Haing S. Ngor pour le rôle de Dith Pran dans La Déchirure (The Killing Fields)
  - Adolph Caesar pour le rôle de M / Sgt. Waters dans A Soldier's Story
  - Richard Crenna pour le rôle de Phil Brody dans Le Kid de la plage (The Flamingo Kid)
  - Jeffrey Jones pour le rôle de l'empereur Joseph II dans Amadeus
  - Pat Morita pour le rôle de M. Kesuke Miyagi dans Karaté Kid (The Karate Kid)

#### Meilleure actrice dans un second rôle
- Peggy Ashcroft pour le rôle de Mme Moore dans La Route des Indes (A Passage to India)
  - Drew Barrymore pour le rôle de Casey Brodsky dans Divorce à Hollywood (Irreconcilable Differences)
  - Kim Basinger pour le rôle de Memo Paris dans Le Meilleur (The Natural)
  - Jacqueline Bisset pour le rôle d'Yvonne Firmin dans Au-dessous du volcan (Under the Volcano)
  - Melanie Griffith pour le rôle d'Holly Body dans Body Double
  - Christine Lahti pour le rôle d'Hazel dans Swing Shift
  - Lesley Ann Warren pour le rôle de Gilda dans Songwriter

#### Meilleur scénario
- Amadeus – Peter Shaffer
  - La Déchirure (The Killing Fields) – Bruce Robinson
  - La Route des Indes (A Passage to India) – David Lean
  - Les Saisons du cœur (Places in the Heart) – Robert Benton
  - A Soldier's Story – Charles Fuller

#### Meilleure chanson originale
- "I Just Called to Say I Love You" interprétée par Stevie Wonder – La Fille en rouge (The Woman in Red)
  - "Footloose" interprétée par Kenny Loggins – Footloose
  - "Ghostbusters" interprétée par Ray Parker Jr. – SOS Fantômes (Ghostbusters)
  - "No More Lonely Nights" interprétée par Paul McCartney – Give My Regards to Broad Street
  - "Against All Odds (Take a Look at Me Now)" interprétée par Phil Collins – Contre toute attente (Against All Odds)
  - "When Doves Cry" interprétée par Prince – Purple Rain

#### Meilleure musique de film
- La Route des Indes (A Passage to India) – Maurice Jarre
  - La Déchirure (The Killing Fields)  – Mike Oldfield
  - Il était une fois en Amérique (Once Upon a Time in America)  – Ennio Morricone
  - La Rivière (The River)  – John Williams
  - Starman – Jack Nitzsche

#### Meilleur film étranger
- La Route des Indes (A passage to India) •  Royaume-Uni
  - Carmen •  France
  - La Diagonale du fou •  France /  Suisse
  - Paris, Texas •  France /  Allemagne
  - Un dimanche à la campagne •  France

### Télévision
Note : le symbole « ♕ » rappelle le gagnant de l'année précédente (si nomination).

#### Meilleure série dramatique
- Arabesque (Murder, She Wrote)
  - Hôpital St Elsewhere (St. Elsewhere)
  - Cagney et Lacey (Cagney and Lacey)
  - Dynastie (Dynasty)
  - Capitaine Furillo (Hill Street Blues)

#### Meilleure série musicale ou comique
- Cosby Show (The Cosby Show)
  - Fame
  - Cheers
  - Aline et Cathy (Kate and Allie)
  - The Jeffersons

#### Meilleure mini-série ou meilleur téléfilm
- Amelia (Something About Amelia)
  - Sakharov
  - Les Poupées de l'espoir (The dollmaker)
  - Un tramway nommé désir (A Streetcar Named Desire)
  - Autopsie d'un crime (The Burning Bed)

#### Meilleur acteur dans une série dramatique
- Tom Selleck pour le rôle de Thomas Sullivan Magnum IV dans Magnum (Magnum, P.I.)
  - Larry Hagman pour le rôle de JR Ewing dans Dallas
  - James Brolin pour le rôle de Peter McDermott dans Hôtel (Hotel)
  - Stacy Keach pour le rôle de Mike Hammer dans Mike Hammer (Mickey Spillane's Mike Hammer)
  - John Forsythe pour le rôle de Blake Carrington dans Dynastie (Dynasty)
  - Daniel J. Travanti pour le rôle du Capt. Frank Furillo dans Capitaine Furillo (Hill Street Blues)

#### Meilleure actrice dans une série dramatique
- Angela Lansbury pour le rôle de Jessica Fletcher dans Arabesque (Murder She Wrote)
  - Joan Collins pour le rôle d'Alexis Morrell Carrington dans Dynastie (Dynasty)
  - Kate Jackson pour le rôle d'Amanda King dans Les deux font la paire (Scarecrow and Mrs. King)
  - Sharon Gless pour le rôle de Christine Cagney dans Cagney et Lacey (Cagney and Lacey)
  - Tyne Daly pour le rôle de Mary Beth Lacey dans Cagney et Lacey (Cagney and Lacey)
  - Linda Evans pour le rôle de Krystle Jennings Carrington dans Dynastie (Dynasty)

#### Meilleur acteur dans une série musicale ou comique
- Bill Cosby pour le rôle de Cliff Huxtable dans Cosby Show (The Cosby Show)
  - Ted Danson pour le rôle de Sam Malone dans Cheers
  - Bob Newhart pour le rôle de Dick Loudon dans Newhart
  - Robert Guillaume pour le rôle de Benson DuBois dans Benson
  - Sherman Hemsley pour le rôle de George Jefferson dans The Jeffersons

#### Meilleure actrice dans une série musicale ou comique
- Shelley Long pour le rôle de Diane Chambers dans Cheers
  - Susan Clark pour le rôle de Katherine Calder-Young Papadapolis dans Webster
  - Isabel Sanford pour le rôle de Louise Jefferson dans The Jeffersons
  - Nell Carter pour le rôle de Nellie Ruth « Nell » Harper dans Allô Nelly bobo (Gimme a Break!)
  - Debbie Allen pour le rôle de Lydia Grant dans Fame
  - Jane Curtin pour le rôle de Aline «Allie» Lowell dans Aline et Cathy (Kate and Allie)

#### Meilleur acteur dans une mini-série ou un téléfilm
- Ted Danson pour le rôle de Steven Bennett dans Amelia (Something About Amelia)
  - Treat Williams pour le rôle de Stanley Kowalski dans Un tramway nommé désir (A Streetcar Named Desire)
  - Jason Robards pour le rôle d'Andreï Sakharov  dans Sakharov
  - Sam Neill pour le rôle de Sidney Reilly dans Reilly: Ace of Spies
  - James Garner pour le rôle d'Harold Lear dans Heartsounds

#### Meilleure actrice dans une mini-série ou un téléfilm
- Ann-Margret pour le rôle de Blanche DuBois dans Un tramway nommé désir (A Streetcar Named Desire) ♕
  - Jane Fonda pour le rôle de Gertie Nevels dans Les Poupées de l'espoir (The dollmaker)
  - Glenn Close pour le rôle de Gail Bennett dans Amelia (Something About Amelia)
  - Glenda Jackson pour le rôle d'Elena Bonner (Sakharova) dans Sakharov
  - Farrah Fawcett pour le rôle de Francine Hughes dans Autopsie d'un crime (The Burning Bed)

#### Meilleur acteur dans un second rôle dans une série, une mini-série ou un téléfilm
- Paul Le Mat pour le rôle de James Berlin "Mickey" Hughes dans Autopsie d'un crime (The Burning Bed)
  - John Hillerman pour le rôle de Jonathan Higgins dans Magnum (Magnum, P.I.)
  - Bruce Weitz pour le rôle du Sergent Mick Belker dans Capitaine Furillo (Hill Street Blues)
  - Pierce Brosnan pour le rôle de Robert 'Bob' Gould Shaw dans Nancy Astor
  - Ben Vereen pour le rôle de Roscoe Haines dans Ellis Island, les portes de l'espoir (Ellis Island)

#### Meilleure actrice dans un second rôle dans une série, une mini-série ou un téléfilm

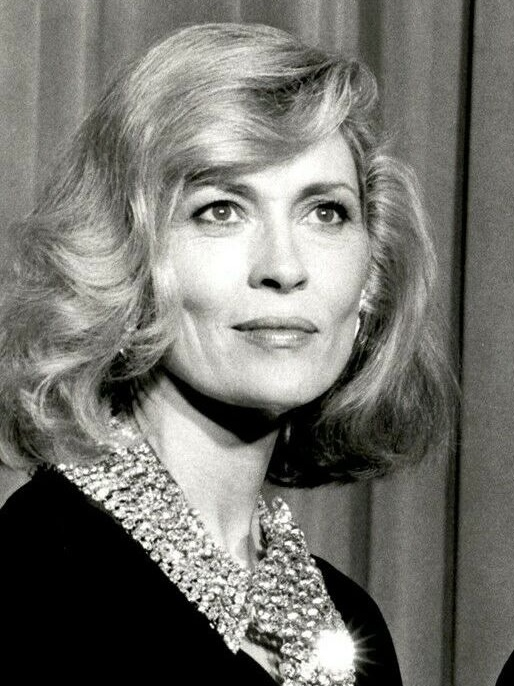
Faye Dunaway lors de la cérémonie des Golden Globes.

- Faye Dunaway pour le rôle de Maud Charteris dans Ellis Island, les portes de l'espoir (Ellis Island)
  - Rhea Perlman pour le rôle de Carla Tortelli dans Cheers
  - Gina Lollobrigida pour le rôle de Francesca Gioberti dans Falcon Crest
  - Marla Gibbs pour le rôle de Florence Johnston dans The Jeffersons
  - Selma Diamond pour le rôle de Bailiff Selma Hacker dans Tribunal de nuit (Night Court)
  - Roxana Zal pour le rôle d'Amelia Bennett dans Amelia (Something About Amelia)

### Spéciales

#### Cecil B. DeMille Award
- Elizabeth Taylor

#### Miss Golden Globe
- Lisabeth Shatner

## Récompenses et nominations multiples

### Nominations multiples

#### Cinéma
6  : Amadeus, La Déchirure
 5  : La Route des Indes
 3  : Les Saisons du cœur, SOS Fantômes, A Soldier's Story
 2  : À la poursuite du diamant vert, Micki et Maude, Divorce à Hollywood, Solo pour deux, La Rivière, Au-dessous du volcan, Starman, Il était une fois en Amérique, Le Flic de Beverly Hills, Cotton Club

#### Télévision
4  : Amelia, Cheers, The Jeffersons, Dynastie
 3  : Autopsie d'un crime, Un tramway nommé désir, Sakharov, Cagney et Lacey
 2  : Arabesque, Cosby Show, Magnum, Ellis Island, les portes de l'espoir, Les Poupées de l'espoir, Aline et Cathy, Fame, Capitaine Furillo

#### Personnalités
2  : David Lean, Shelley Long, Ted Danson

### Récompenses multiples

#### Cinéma
4 / 6 : Amadeus
3 / 5 : La Route des Indes
2 / 2 : À la poursuite du diamant vert

#### Télévision
2 / 2 : Arabesque, Cosby Show
2 / 4 : Amelia

#### Personnalités
Aucune

### Les grands perdants

#### Cinéma
1 / 5  : La Déchirure

#### Télévision
0 / 4 : Dynastie, The Jeffersons